# Zulema Arenas
Zulema Arenas (* 15. November 1995) ist eine peruanische Mittelstrecken- und Hindernisläuferin. 

## Sportliche Laufbahn
2011 nahm Zulema Arenas erstmals an einem internationalen Großereignis, den Crosslauf-Südamerikameisterschaften in Asunción teil und gewann dort in der Jugendwertung die Goldmedaillen im Einzel- und Teambewerb. Bei den Juniorensüdamerikameisterschaften in Medellín gewann sie im 3000-Meter-Hindernislauf die Silbermedaille. Zudem nahm sie über 2000 Meter Hindernis an den Jugendweltmeisterschaften in Lille teil und schied dort im Vorlauf aus. 2012 gewann sie bei den Crosslauf-Südamerikameisterschaften in Lima die Bronzemedaille im Einzelbewerb sowie Gold mit der peruanischen Mannschaft. Bei den U23-Südamerikameisterschaften in São Paulo gewann sie die Goldmedaille im Hindernislauf, wie auch bei den Jugend-Südamerikameisterschaften in Mendoza über 2000 Meter Hindernis. Sie qualifizierte sich damit für die Juniorenweltmeisterschaften in Barcelona, bei denen sie in der ersten Runde ausschied.
2013 belegte sie bei den Juegos Bolivarianos in Trujillo jeweils den fünften Platz über 1500 Meter und im Hindernislauf. Daraufhin nahm sie an den Juniorensüdamerikameisterschaften in Resistencia teil und gewann dort die Goldmedaillen über 3000 Meter und im Hindernislauf sowie die Silbermedaille über 1500 Meter. Bei den Südamerikameisterschaften in Cartagena wurde sie mit neuem Landesrekord von 10:12,72 min Platz vier. 2014 folgte der Gewinn einer Gold und einer Bronzemedaille bei den U23-Südamerikameisterschaften in Montevideo. Wenig später belegte sie bei den Juniorenweltmeisterschaften in Eugene den sechsten Platz. Bei den Ibero-amerikanischen Meisterschaften in São Paulo stellte sie einen neuen Juniorensüdamerikarekord auf und gewann damit die Silbermedaille. Beim Panamerikanischen Sportfestival in Mexiko-Stadt gewann sie die Goldmedaille. 2016 wurde sie bei den Ibero-amerikanischen Meisterschaften in Rio den Janeiro Achte über 1500 Meter und gewann in ihrer Spezialdisziplin die Bronzemedaille. 2017 gewann sie bei den Südamerikameisterschaften in Luque die Silbermedaille im Hindernislauf sowie Bronze über 1500 Meter. Im November gewann sie bei den Juegos Bolivarianos in Santa Marta die Goldmedaille im Hindernislauf sowie die Bronzemedaille über 1500 Meter.
2013 wurde sie peruanische Meisterin im Hindernislauf.

## Bestleistungen
- 1500 Meter: 4:19,03 min, 21. November 2017 in Santa Marta
- 3000 Meter: 9:37,9 min, 16. April 2016 in Lima
- 5000 Meter: 16:39,79 min, 26. Mai 2017 in Lima
- 3000 Meter Hindernis: 9:52,32 min, 24. November 2017 in Santa Marta (Peruanischer Meister)